# Трюдо, Гарри
Гарретсон Бикман «Гарри» Трюдо (род. 21 июля 1948, Нью-Йорк) — американский художник комиксов, более всего известный как создатель сатирического газетного комикса  Doonesbury.

## Биография
Родился в достаточно богатой и уважаемой семье. Правнук Эдуарда Ливингстона Трюдо. Учился в школе св. Павла в Конкорде, Нью-Гемпшир, и затем поступил в Йельский университет в 1966 году, планируя сначала изучать драматическое искусство, но затем заинтересовавшись дизайном и живописью, значительную часть своего времени тратя на участие в юмористическом университетском журнале The Yale Record и тогда же начав рисовать свои первые комиксы. В 1973 году он окончил Йельскую школу искусств со степенью магистра искусств в области графического дизайна.
Doonesbury, самый известный его комикс, начал выходить за три года до этого, в 1970 году, и до нынешнего времени печатается в 1400 газетах по всему миру. В 1975 году он стал первым художником комиксов, удостоенным Пулитцеровской премии, в 1993 году — академиком Американской академии наук и искусств. В 1977 году по его комиксу был снят короткометражный мультфильм A Doonesbury Special, номинированный на премию «Оскар», а в 1983 году на его основе был поставлен мюзикл на Бродвее. В июне 2013 года комикс временно перестал печататься в связи с работой автора над комедийным политическим телесериалом Alpha House; издание было возобновлено в феврале 2014 года, но уже не с таким участием Трюдо, как ранее.
Несмотря на известность, его творческая деятельность периодически подвергается критике. Так, ещё в 1985 году газета Saturday Review назвала его в числе «наиболее переоценённых деятелей американской литературы и искусства».

## Семья
Жена - .журналистка Джейн Полли.
Сын - Росс Трюдо, редактор головоломок Apple News.